# Puttipong Pormsaka Na-Sakonnakorn
Puttipong Pormsaka Na Sakonnakorn (thaï : พุฒิพงศ์ พรหมสาขา ณ สกลนคร), surnommé Peth (เพชร), né le 13 mai 1963 dans la province de Sakhon Nakhon, est un acteur, producteur, scénariste et réalisateur thaïlandais.

## Filmographie

### Acteur
- 2010 : First Love
- 2010 : Yes or No
- 2012 : Yes or No 2

### Réalisateur
- 2010 : First Love (สิ่งเล็กเล็กที่เรียกว่า...รัก)
- 2011 : 30+single on sale (30+ โสด ออน เซล)
- 2013 : OMG (Oh My Ghost) Khum phi chuay (โอ้! มายโกสต์ คุณผีช่วย)
- 2014 : Sing lek lek thi na rock